# توماس ديرودا
توماس ديرودا  (بالفرنسية: Thomas Deruda)‏ (مواليد 13 يوليو 1986 في فرنسا) لاعب كرة قدم أجاكسيو - فرنسا يجيد اللعب في خط الوسط . يلعب حاليا لصالح نادي أجاكسيو فرنسا.

## روابط خارجية
- توماس ديرودا على موقع رابطة كرة القدم الفرنسية للمحترفين (الإنجليزية)
- توماس ديرودا على موقع قاعدة بيانات كرة القدم.إي يو (الإنجليزية)
- توماس ديرودا على موقع بيانات كرة القدم. دي إي (الألمانية)
- توماس ديرودا على موقع ليكيب (الفرنسية)
- توماس ديرودا على موقع عالم كرة القدم.نت (الإنجليزية)
- توماس ديرودا على موقع كووورة